# Ћилим
Ћилим је врста тепиха рађена на ткачком разбоју најчешће од вуне. Ћилим се највише ради на подручју Блиског истока и Балкана. Реч потиче од турске речи "килим" што у преводу значи простирач или покривач. Иако је основна намена ћилима покривање подова због своје лепоте се могу наћи на зидовима као таписерије или зидњак. Такође због мекоће могу лако заменити и класичне прекриваче нарочито у зимским месецима.

## Карактеристике
Подни ћилими се најчешће раде на разбоју помоћу две технике ткања: поступком провлачења вунених нити одозго и одоздо и уметањем петљице којом се оставља чупав изглед на површини. Ћилими се најчешће праве од квалитетне вуне мада се могу користити и конопља, свила или лан.

## Врсте
Постоје велики број врста и подврста ћилима и углавном се разликују по географским локалитетима на којима се праве ћилими са одређеним особеностима.

### Персијски ћилим
Најпознатија врста ћилима је персијски ћилим. Најдрагоценији примерци персијских ћилима настали су од XV до XVII века у Персији, Сирији, Туркменистану и другим провинцијама Мале Азије. Касније радионице се везују за многе локалитете као што су Шираз, Ширван или Табриз. Персијски ћилим/тепих је изузетно цењен на западу и на аукцијама достиже огромне цене. На једној аукцији 2011. године један "персијанац" је достигао цену од 7,2 милиона евра, и он се сматра најскупљим тепихом/ћилимом на свету. У Сјеници је 1905. основана ћилимарска школа, првобитно са персијским шарама. У Београду је гђа Вана Јанић 1938. основала радионицу персијских тепиха.

### Балкански ћилим
За златно доба ћилимарства на Балкану узима се период од средине 19. до средине 20. века. Сматра се да се током тог раздобља ћилимарством бавило више од 3/4 женске популације на Балкану. У то време издвојили су се ћилимарски центри чији производи су постали познати због својих особености по називу: босански, пиротски, лички, сјеничко-пештерски, стапарски и ћипровачки (бугарски) ћилим. Занимљиво да пиротски ћилим нема наличје, него два идентична лица. Од средине 20. века због миграције село-град, идустрализације и урбанизације долази до велике стагнације у изради ћилима. А, на почетку 21. века у балканском земљама чине се велики напори на очувању старих заната између осталог и ћилимарства.

### Остале врсте
Међу осталим врстама најзначајнији је турски ћилим а у региону и босански ћилим. Поред ових постоје и: Украјински ћилим, Пољски народни ћилим, Чипровски ћилим у Бугарској и други.

## Галерија
- Ткани ћилим од конопље проткан перјем. Потиче из периода XX века. Служио је као надзидник или украсни ћилим за кревет. Део је збирке текстила Народног музеја у Лесковцу.
- Фотографија из часописа „Зорица” на којој је приказана девојчица са мајком која тка пиротски ћилим
- Ткани ћилим, украшен геометријским елементима.Део је збирке текстила Музеја Херцеговине у Требињу
- Шара Сова
- Шара корњача са пиротског ћилима
- Чилими из колекције Народног музеја у Нишу